# Regierungskommunikation
Regierungskommunikation (manchmal auch Regierungs-PR) umfasst jene Techniken und Inhalte vermittelter Informationen, die von einer politischen Entscheidungsinstitution (Exekutive) sowohl innerhalb dieser als auch im Außenverhältnis eingesetzt werden. Erstmals wurde sie 1979 im deutschsprachigen Raum wissenschaftlich von Frank Böckelmann und Günter Nahr untersucht. Regierungskommunikation teilt sich in Informationspolitik (Unterrichtung der Öffentlichkeit über politische Projekte) und Öffentlichkeitsarbeit auf. Sie lässt sich zudem von verwandten Bereichen wie der Parlaments- und Parteikommunikation abgrenzen.

## Akteure der Regierungskommunikation
Hierunter ist sowohl der Bundeskanzler und seine Regierungssprecher inbegriffen, als auch die Bundesminister mit wiederum ihren Sprechern. Ebenso gehören die politischen Planer, Redenschreiber und Referatsleiter und Referenten aus der Ministerialbürokratie dazu. Auch die Verantwortlichen der Öffentlichkeitsarbeit der den Ministerien nachgeordneter Institutionen lassen sich dieser Gruppe zuordnen.
Im weitesten Sinne können hierunter externe Akteure gerechnet werden, die die o. g. Akteure bezüglich ihrer Kommunikation beraten, unterstützen oder sie für sie umsetzen. Sie finden sich in Politikberatungsagenturen, also PR- und Werbeagenturen, oder sind selbständig als Spindoktors. Zwischen den internen und externen Akteuren finden Wechselwirkungen statt, auch kommt es nicht selten zu personellem Austausch.

## Inhalt und Instrumente
Interne und externe Akteure wenden bestimmte Instrumente an, die die Vermittlung von Ziele und Informationen unterstützen. Dies können Interviews in Tageszeitungen, Presseerklärungen, aber auch breit angelegte Informationskampagnen sein.